# Hormodendrum chaquense
Hormodendrum chaquense är en svampart som beskrevs av S. Mazza & Niño 1940. Hormodendrum chaquense ingår i släktet Hormodendrum och familjen Davidiellaceae.   Inga underarter finns listade i Catalogue of Life.